# (17249) Eliotyoung
(17249) Eliotyoung est un astéroïde de la ceinture principale.

## Description
(17249) Eliotyoung est un astéroïde de la ceinture principale. Il fut découvert le 2 avril 2000 à la station Anderson Mesa par le programme LONEOS. Il présente une orbite caractérisée par un demi-grand axe de 3,07 UA, une excentricité de 0,13 et une inclinaison de 2,9° par rapport à l'écliptique.

## Compléments